# Rufforth
Rufforth, ook Rufforth with Knapton, is een civil parish in het bestuurlijke gebied City of York, in het Engelse graafschap North Yorkshire.